# Grijze vos
De grijze vos (Urocyon cinereoargenteus) is een dier uit de familie van de hondachtigen (Canidae). Van alle hondachtigen is de grijze vos de beste klimmer, die geregeld in bomen te vinden is. Alleen zijn naaste verwant, de eilandvos (Urocyon littoralis) kan net zo goed klimmen. Deze soort wordt geregeld als een ondersoort van de grijze vos beschouwd.

## Beschrijving
De grijze vos heeft een grijze vacht met een witte onderzijde. De poten, flanken, hals en oren zijn roodachtig tot gelig bruin. Op de keel zit een witte vlek. De voeten zijn roestachtig gekleurd. De staart heeft een zwarte maan aan de bovenzijde en een zwart puntje. De grijze vos heeft een kop-romplengte van 36 tot 38 centimeter, met een staart van 22 tot 44 centimeter. Hij weegt 3,3 tot 5,9 kilogram.

## Verspreiding en leefgebied
De grijze vos komt voor in Noord- en Midden-Amerika. De noordgrens van zijn verspreidingsgebied loopt van West-Oregon via het zuiden van Nevada en Utah door Colorado, Nebraska en North en South Dakota en Minnesota, rond de Grote Meren en Zuid-Ontario tot het noordoostelijke punt van de Verenigde Staten. Zuidwaarts komt hij voor tot het noorden van Venezuela en Colombia. De grijze vos kan in allerhande leefgebieden worden aangetroffen, tot halfwoestijnen en stedelijk gebied, maar heeft een voorkeur voor gemengde en loofbossen met een struiklaag. Ook in struweel wordt hij geregeld aangetroffen.

## Gedrag
Het is een nachtdier, dat 's avonds tevoorschijn komt. Soms wordt hij ook overdag aangetroffen. Hij zoekt in dicht struikgewas of tussen omgevallen bomen naar voedsel. Ook klimt hij soms een boom in. Zijn dieet bestaat voor het grootste deel uit kleine zoogdieren als katoenstaartkonijnen, muizen en woelmuizen, maar ook vogels, insecten (voornamelijk krekels en sprinkhanen) en plantaardig voedsel als vruchten, bessen, noten, maïskolven en gras worden gegeten. Eekhoorns vangt hij in de bomen, evenals boomvruchten.
De grijze vos gebruikt voornamelijk natuurlijke holen als rotsspleten, grotten, holle bomen en omgevallen boomstammen. Soms vergroot hij het hol van een bosmarmot. De holen worden voornamelijk gebruikt in de paartijd, en voornamelijk het vrouwtje. De paartijd loopt van januari tot april. Na een draagtijd van 53 dagen worden één tot zeven jongen geboren tussen maart en mei. Beide ouders zorgen voor de jongen. Na drie maanden worden de jongen gespeend en na vier maanden, als ze 3,2 kilogram wegen, kunnen ze voor zichzelf jagen.

## Natuurlijke vijanden
De rode lynx is de enige natuurlijke vijand. Ook verwilderde honden kunnen een grijze vos doden. Beide dieren doden echter zelden een grijze vos. Mensen doden ook een enkele keer een grijze vos. De meeste slachtoffers vallen in het verkeer.
De grijze vos doet het goed in gevangenschap en gedijt prima in dierentuinen. In Mexico wordt de soort illegaal als huisdier gehouden.